# Nartheciaceae
Nartheciaceae је мала фамилија монокотиледоних биљака, која од скора постоји у класификационим системима скривеносеменица. Фамилија обухвата 5 родова зељастих биљака, дисјунктно распрострањених на северној Земљиној хемисфери. Најпознатији род је Narthecium.

## Филогенија и систематика фамилије
Филогенетска и систематска позиција фамилије је дуго била проблематична. Далгрен и сарадници (Dahgren et al. 1985) су родове ове фамилије уврстили у фамилију Melianthaceae, а Тамура (Tamura 1998) у Petrosaviaceae. У систему APG II фамилија је у оквиру реда Dioscoreales.